# Pet Sounds
Pet Sounds is een studioalbum van The Beach Boys, oorspronkelijk uitgebracht op 16 mei 1966, dezelfde dag dat ook Blonde on Blonde van Bob Dylan uitkwam. Het maken vergde tien maanden en kostte zeventigduizend dollar, waarmee het destijds een van de duurste albums ooit was. Onder de dertien nummers bevinden zich God Only Knows, Wouldn't It Be Nice en Caroline No. Het album stond zowel in 2003 en 2012 als in 2020 op de tweede plaats op de lijst met “The 500 Greatest Albums of All Time” van het blad Rolling Stone en moest in 2003 en 2012 alleen Sgt. Pepper's Lonely Hearts Club Band voor zich dulden en in de lijst van 2020 alleen Marvin Gaye’s What’s Going On. 
Het album werd geproduceerd door Brian Wilson, die ook twaalf van de dertien nummers componeerde, met voor de meeste liedteksten Tony Asher als co-schrijver. De muziek kenmerkt zich door de rijke, op het symfonische af verzorgde arrangementen, de voor popmuziek originele instrumentatie als hobo, klavecimbel en hoorn, en het gebruik van geluidseffecten als een fietsbel, flessen en colablikjes. Het album geldt als het hoogtepunt van de groep en van Wilson in het bijzonder, en als een van de meest invloedrijke albums uit de popmuziek.

## Achtergrond
Gedurende 1965 maakte Brian Wilson een grote artistieke ontwikkeling door. Zijn vermogen tot lyrische expressie vertoonde een groei die hem in staat stelde om volwassener onderwerpen te behandelen dan die van de liedjes over surfen en auto's van voorheen. Bovendien verwierf hij het meesterschap over alle technische mogelijkheden van de opnamestudio.
Een krachtige stimulans ging daarbij uit van The Beatles, voor wie Wilson grote bewondering koesterde, met name voor de liedjes van Paul McCartney. Na het horen van Rubber Soul in december 1965 dacht Wilson: "Een heel album met allemaal goede nummers". Wilson wilde ook albums maken zonder filler, ondermaats materiaal dat alleen de functie had de speelduur van een album op te vullen. Volgens criticus David Leaf had hij dat echter allang gepresteerd: er stond al weinig opvulmateriaal op Beach Boys-albums als All Summer Long uit 1964, Beach Boys Today en Summer Days uit 1965. Bovendien stond Wilson er helemaal alleen voor, terwijl McCartney niet alleen John Lennon had, maar ook uit de ideeën van producer George Martin kon putten om zijn muziek vorm te geven. Wilson deed echter altijd meer zijn best na het horen van het nieuwste album van The Beatles.

## Opnamen
Het album werd opgenomen van januari tot begin april 1966, alleen Sloop John B. dateert van 1965. Dat is ook het enige nummer dat niet door Brian Wilson werd geschreven. De meeste nummers schreef Wilson samen met Tony Asher, waarbij eerst de muziek werd opgenomen en de twee daar vervolgens teksten bij schreven. Vervolgens werd de zang opgenomen en de muziek aangepast.
Naar eigen zeggen fungeerde Asher vooral als vormgever of interpretator van Wilsons concepten voor de teksten. Een van de teksten vindt haar oorsprong in een misverstand: Asher zei "Carol, I know", maar Wilson verstond "Caroline No".

## Muziek
De muziek lijkt in niets meer op de surfhits waarmee de groep voor het eerst naam maakte. Zo zijn prominente instrumenten op het nummer God Only Knows Franse hoorn, sleebellen, percussie die het geluid van een wandelend paard imiteert, klavecimbel en strijkers. Maar Wilson zette ook fluiten, een basklarinet en een accordeon in om wat bekend staat als een van zijn mooiste opnamen te verrijken.

## Albumhoes
De albumhoes toont foto's van fotograaf George Jerman die de groep op 15 februari 1966 in de San Diego Zoo vastlegde bij het voeren van enkele dieren uit deze dierentuin. Het recent toegetreden groepslid Bruce Johnston ontbreekt op de foto's vanwege contractuele redenen. Hoewel sprake lijkt van een vredig tafereel beschuldigde de staf van de dierentuin de groep er later van de dieren te hebben mishandeld. Volgens de groep zelf werden juist zij door de dieren mishandeld. Later in 1966 klaagde Al Jardine in een interview dat met name de witte geit die op de voorkant staat de groepsleden overal heen duwde om zich meester te maken van wat ze in hun handen hadden.

## Verkoop
Platenmaatschappij Capitol wist niet hoe het album te promoten en stortte zich daarom op een Greatest Hits-album dat slechts twee maanden later verscheen. Dat werd goud, terwijl Pet Sounds ternauwernood de top tien haalde. Dertig jaar later was groepslid Bruce Johnston van mening dat de maatschappij niet werkelijk in Brian Wilson geloofde: "Waarom zou je geen enorm budget toewijzen om Pet Sounds te promoten? Dit album is tijdloos en voor eeuwig, en het label behandelde het als een genegeerd stiefkind."

## Invloed en reputatie
Pet Sounds was een van de eerste conceptalbums en het eerste album waarop de mogelijkheden van de opnamestudio in het nieuwe elektrische tijdperk volledig benut werden. Het album was toentertijd dan ook niet live te spelen.
Onmiddellijk na de release ging Bruce Johnston naar Engeland ter promotie van de plaat. In het Waldorf Hotel kwamen John Lennon en Paul McCartney langs om gedag te zeggen en de plaat te horen. Ze waren zo onder de indruk dat ze het album tweemaal achter elkaar beluisterden. Johnston: "Ze vonden het prachtig. We waren ons allemaal bewust dat het echt iets heel bijzonder moois was om naar te luisteren." Volgens de legende gingen de twee Beatles meteen naar McCartneys huis om een Pet Sounds-achtige preambule voor hun Here, There and Everywhere te schrijven. De beroemdste lofprijzing voor het album komt van Paul McCartney, die het als zijn favoriete album aller tijden beschouwt. Bovendien heeft hij God Only Knows aangewezen als het beste liedje ooit. Volgens Beatles-producer George Martin zouden The Beatles zonder dit album geen Sgt. Pepper's Lonely Hearts Club Band hebben gemaakt.
Neil Young noemt het nummer Caroline No op de uit 1976 daterende single Long May You Run.

## Heruitgaven
In 1990 verscheen het album op cd en in 1997 verscheen het in een luxe 4cd-box voor het eerst in echt stereo, en bij latere heruitgaven op dvd-audio zelfs in 5.1 Dolby Digital en 5.1 DTS.

## Composities
- Wouldn't It Be Nice
- You Still Believe In Me
- That's Not Me
- Don't Talk (Put Your Head On My Shoulder)
- I'm Waiting For The Day
- Let's Go Away For Awhile
- Sloop John B
- God Only Knows
- I Know There's An Answer
- Here Today
- I Just Wasn't Made For These Times
- Pet Sounds
- Caroline No

## Muzikanten
Ten tijde van Pet Sounds bestonden The Beach Boys uit:
- Brian Wilson
- Carl Wilson
- Dennis Wilson
- Mike Love
- Al Jardine
- Bruce Johnston

Op het album worden echter vrijwel alle instrumenten bespeeld door Brian Wilson en diverse studiomuzikanten van The Wrecking Crew, onder wie drummer Hal Blaine, gitarist Glen Campbell en bassiste Carol Kaye.